# Там, Хуго Петрус Персиваль
Хуго Петрус Персиваль Там (швед. Hugo Petrus Percival Tamm; 29 июня 1840, Гётеборг-Бохус — 4 октября 1907, лен Уппсала) — шведский политический и общественный деятель, один из основателей Умеренной коалиционной партии, лидер партии с  1907 года, землевладелец.
Умеренно консервативный политик. Будучи одним из богатейших в Швеции землевладельцев и горнопромышленников, он с 1884 г. был членом первой палаты Риксдага Швеции, где проявил себя сторонником свободы торговли и энергичным деятелем в борьбе за уменьшение пьянства и поднятие нравственного уровня народа.
Занимал видную позицию во многих движениях за социальные и этические реформы внутри страны и за её пределами. Активно выступал против регулируемой проституции и против торговли людьми.